# Victor Röhrich

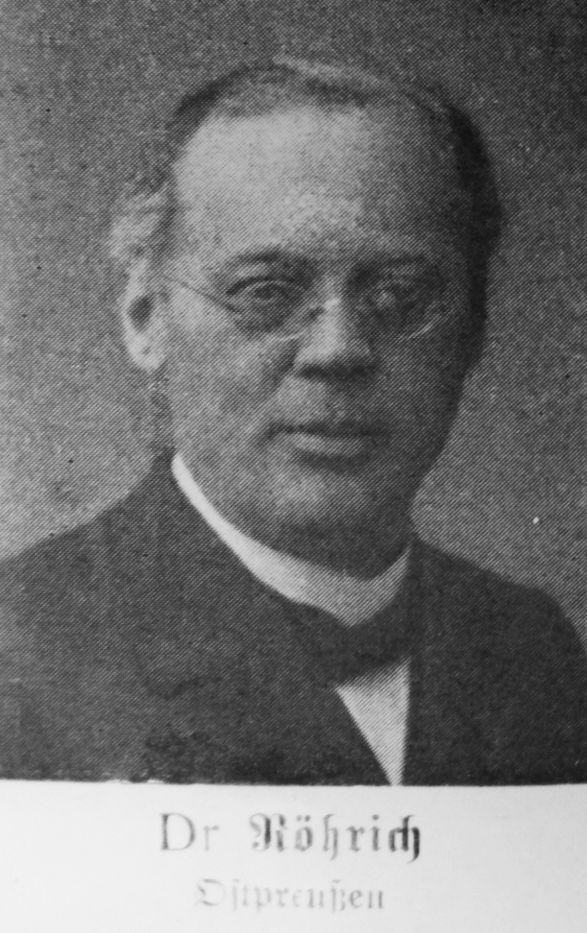
Victor Röhrich als Mitglied der verfassunggebenden preußischen Nationalversammlung, 1919

Victor Röhrich (* 27. Juli 1862 in Mehlsack, Kreis Braunsberg, Ostpreußen; † 27. Juni 1925 in Braunsberg, Ostpreußen) war ein deutscher Historiker, Hochschullehrer und Politiker in der Zeit der Weimarer Republik als Mitglied der Zentrumspartei.

## Leben und Beruf
Victor Röhrich wurde als eines von sechs Kindern des Mehlsacker Maler-, Riemer- und Sattlermeisters Franz Röhrich und dessen Ehefrau Rosa geb. Klingenberg geboren. Nach dem Besuch der Katholischen Knabenschule von 1868 bis 1874 in Mehlsack sowie von 1874 bis 1876 einer gehobenen Schule im selben Ort war Victor Röhrich von 1876 bis 1882 Schüler des Braunsberger Gymnasiums (Lyceum Hosianum). Anschließend studierte er Geschichte und Germanistik an der Universität Breslau (von 1882 bis 1884) und an der Albertus-Universität Königsberg (von 1884 bis 1886). Im Jahr 1886 promovierte er in Königsberg (Preußen) mit summa cum laude zum Dr. phil. Nach der Kandidatenzeit in Tilsit und Königsberg (Preußen) war er von 1889 bis 1890 als wissenschaftlicher Hilfslehrer in Rößel im Ermland beschäftigt, danach am gleichen Ort von 1891 bis 1894 als Oberlehrer. 1887 bestand er die Staatsprüfung „pro facultate docendi“. Sie war eine Vorläuferin des späteren Staatsexamens (siehe Wikipediaartikel Neuhumanismus). Ab 1894 wirkte Röhrich als zunächst außerordentlicher, zwei Jahre später als ordentlicher  Universitätsprofessor der Geschichte an der Philosophischen Fakultät am Lyceum Hosianum in Braunsberg, aus dem die Königliche (bis 1918), danach Staatliche Akademie Braunsberg hervorging. Von Oktober 1908 bis 1911 war er Rektor dieser Akademie. 1910 erhielt er den Roten Adlerorden 4. Klasse. Am 30. September 1916 wurde ihm vom preußischen König der Titel Geheimer Regierungsrat verliehen.
Victor Röhrich ist vor allem als Historiker hervorgetreten. Er war Vorsitzender des Vereins für die Geschichte und Altertumskunde des Ermlands. Seine Forschungen und Veröffentlichungen betrafen Ostpreußen und besonders das katholische Ermland. Von ihm sind Abhandlungen, Aufsätze und die Herausgabe von Quellschriften zur preußisch-ermländischen Geschichte erschienen.
Victor Röhrich war unverheiratet.

## Politik
Röhrich war Mitglied der Zentrumspartei und Vorsitzender dieser Partei in Braunsberg.
Röhrich war Mitglied der verfassunggebenden Preußischen Landesversammlung (mitunter auch verfassunggebende Preußische Nationalversammlung genannt), der Vorläuferin des Preußischen Landtages von 1919 bis 1921. Als Abgeordneter der Zentrumspartei war er, den vorliegenden Sitzungsprotokollen der Fraktion nach, jedoch wenig aktiv. Im Nachruf, den Franz Buchholz schrieb, war von angeschlagener Gesundheit sowie Frust vom Politikgeschäft die Rede. Im Jahre 1914 gehörte er zu den Mitunterzeichnern der Erklärung der Hochschullehrer des Deutschen Reiches.

## Veröffentlichungen
- Adolf I., Erzbischof von Köln. Ermländischen Zeitungs- und Verlagsdr., Braunsberg 1886, zugleich: Dissertation, Universität Königsberg, 1886[1]
- Ein Bauernaufruhr im Ermlande (1440–1442). Rössel 1894. 16 S. (Programm Rössel Gymnasium.) Aus: Programm Rössel Gymnasium 1892.[1]
- Ermland im dreizehnjährigen Städtekrieg. In: Zeitschrift für die Geschichte und Altertumskunde Ermlands. Band XI, 1895, S. 161–260
- Der Streit um die ermländische Kathedra nach dem Tode des Bischofs Heinrich Wogenap. 1908
- Die Rechnungen der Pfarrkirche zu Mehlsack aus den Jahren 1639–1685. 1913
- Die Gewichtsnachweisung für die Bäcker der Altstadt Braunsberg vom Jahre 1670. 1918
- als Hrsg.: Bibliotheca Warmiensis oder Literaturgeschichte des Ermlandes. Band IV: Quellen zur Kultur- und Wirtschaftsgeschichte des Ermlandes. Hans Grimme, Braunsberg 1915, 2. Heft 1916, 3. Heft 1918
- Geschichte des Fürstbistums Ermland. 1925 (Digitalisat)
- Die Besiedlung des Ermlandes mit besonderer Berücksichtigung der Herkunft der Siedler. In: Franz Buchholz: Die Lehr- und Wanderjahre des ermländischen Domkustos Eustachius v. Knobelsdorff. T. 2, Braunsberg 1925[4]
- mit Franz Liedke, Hans Schmauch (Hrsg.): Codex diplomaticus Warmiensis oder Regesten und Urkunden zur Geschichte Ermlands. ges. u. im. Namen des Historischen Vereins für Ermland. Braunsberg 1935, Selbstverl. d. Vereins[4]